# Karin Bergquist
Karin Helena Bergquist, född 10 maj 1971 i Ystad, Malmöhus län, är en svensk skådespelare.

## Biografi
Bergquist utbildade sig vid först Balettakademien i Göteborg därefter Teaterhögskolan i Göteborg, varifrån hon utexaminerades 1998. Därefter följde studier vid The Actor's Center i New York, USA.

## Filmografi
- 1999 – Vita lögner (TV-serie)
- 2001 – Rederiet (TV-serie)
- 2002 – Tinke
- 2006 – Di Leva's Free Life
- 2006 – Keillers park
- 2006 – Wallander – Blodsband
- 2006 – Boog & Elliot - Vilda vänner (svensk röst)
- 2007 – Labyrint (TV-serie)
- 2008 – Låt den rätte komma in
- 2009 – Morden (TV-serie)
- 2009 – Livet i Fagervik
- 2010 – Maria Wern - Alla de stillsamma döda (TV-serie)
- 2010 – Hotell Gyllene Knorren (TV-serie)
- 2011 – Getingdans (kortfilm)
- 2012 – Arne Dahl: Europa Blues (TV-serie)
- 2012 – Fjällbackamorden (TV-serie)
- 2012 – Djur jag dödade förra sommaren (kortfilm)
- 2013 – Wallander – Sveket
- 2013 – Rosor, kyssar och döden
- 2015 – Jordskott (TV-serie)
- 2015 – En delad värld (TV-serie)
- 2017 – Delhis vackraste händer (TV-serie)
- 2017 – Sommaren med släkten (TV-serie)

## Teater

### Roller (ej komplett)
| År   | Roll                        | Produktion                                                                    | Regi              | Teater                   |
| ---- | --------------------------- | ----------------------------------------------------------------------------- | ----------------- | ------------------------ |
| 2001 | Flickan                     | Besök (Besøk) Jon Fosse                                                       | Sofia Sjöberg     | Helsingborgs stadsteater |
| 2002 | Charlotta                   | Regnbågens rot Inger Alfvén                                                   | Margita Ahlin     | Helsingborgs stadsteater |
| 2002 | Bell Fezziwig               | En julsaga (A Christmas Carol in Prose) Charles Dickens                       | Fransesca Quartey | Helsingborgs stadsteater |
| 2003 | Carina                      | Himmavid (Masjävlar) Maria Blom                                               | Jan Nielsen       | Helsingborgs stadsteater |
| 2006 |                             | Rikard III (The Life and Death of King Richard the Third) William Shakespeare | Linus Fellbom     | Riksteatern              |
| 2009 | Gabriella                   | Boeing Boeing Marc Camoletti                                                  | Jan Hertz         | Nöjesteatern             |
| 2011 | Kajsa                       | Viva la Greta Åke Cato och Mikael Neumann                                     | Anders Albien     | Fredriksdalsteatern      |
| 2013 | Michelle Dubois             | 'Allå, 'allå, 'emliga armén ('Allo 'Allo!) David Croft och Jeremy Lloyd       | Anders Albien     | Fredriksdalsteatern      |
| 2015 | Harriet Posse               | Bröllop i kikar'n Lars Classon och Jojje Jönsson                              | Ulf Dohlsten      | Vallarnas friluftsteater |
| 2016 | Grevinna Ingrid Hökenhjelm  | Jäkelskap i kikar'n Lars Classon och Jojje Jönsson                            | Ulf Dohlsten      | Vallarnas friluftsteater |
| 2018 | Greta Söderlund, journalist | Pilsner & penseldrag Gideon Wahlberg                                          | Ulf Dohlsten      | Vallarnas friluftsteater |

### Fotnoter
1. 1 2  ”Karin Bergquist”. Svensk Filmdatabas. http://sfi.se/sv/svensk-filmdatabas/Item/?type=PERSON&itemid=303469&ref=%2ftemplates%2fSwedishFilmSearchResult.aspx%3fid%3d1225%26epslanguage%3dsv%26searchword%3dKarin+Bergquist%26type%3dPerson%26match%3dBegin%26page%3d1%26prom%3dFalse. Läst 12 oktober 2012.
2. ↑  Carlhåkan Larsén (18 november 2002). ”Rop om en bättre värld”. Sydsvenskan. https://www.sydsvenskan.se/2002-11-17/rop-om-en-battre-varld. Läst 18 mars 2018.
3. ↑  Rikard Loman (24 februari 2003). ”Upprymt i Tjechovs anda. I skildringen av systerskapet kryper Maria Blom under huden på sina skapelser.”. Dagens Nyheter. https://www.dn.se/arkiv/kultur/upprymt-i-tjechovs-anda-i-skildringen-av-systerskapet-kryper-maria-blom-under-huden-pa-sina/. Läst 19 mars 2022.
4. ↑  Riksteatern (22 september 2006). ”Rikard Wolff gör Rikard III på Riksteatern”. Pressmeddelande.  Läst 5 december 2021.
5. ↑  Christer Nilsson (9 februari 2009). ”Högtflygande fars med romans”. Ystads Allehanda. http://www.ystadsallehanda.se/noje/hogtflygande-fars-med-romans/. Läst 29 juni 2015.
6. ↑  ”Fredriksdalsteatern sommaren 2013”. Eva Rydberg. https://www.evarydberg.se/nyheten-slapp/. Läst 1 maj 2018.